# Cornelis van Staveren
Cornelis van Staveren (14 de junho de 1889 — 10 de abril de 1982) foi um velejador neerlandês, medalhista olímpico. Ele competiu nos Jogos Olímpicos de Verão de 1928 na classe 8 Metre e conquistou a medalha de prata na disputa realizada a bordo do Hollandia com Johannes van Hoolwerff, Lambertus Doedes, Hendrik Kersken, Gerard de Vries Lentsch e Maarten de Wit.